# Mariupol
Mariupol (ukrainisch Маріупольⓘ [mɐrʲiˈupɔlʲ], russisch Мариуполь [mərʲɪˈupəlʲ], griechisch Μαριούπολη; 1948–1989 Schdanow, russisch Жданов) ist eine Stadt in der Oblast Donezk in der Ukraine, die vor Beginn des russischen Überfalls von 2022 rund 440.000 Einwohner (Stand 2018) hatte. Die Stadt war historisch eines der wichtigsten Zentren der Griechen in der Ukraine, die bis heute eine wichtige Minderheit in der Stadt sind. Mariupol liegt am Ufer des Asowschen Meeres an der Mündung des Kalmius und war bis zur Belagerung von Mariupol ab dem 24. Februar 2022 eine bedeutende Hafen- sowie Universitätsstadt und Wirtschaftszentrum. Seither hat die Stadt massive Zerstörungen erlitten.
Von Mai bis Ende September 2022 wurde Mariupol vollständig von Russland und der international nicht anerkannten Volksrepublik Donezk kontrolliert. Seit der Auflösung der Volksrepublik aufgrund der Annexion durch die Russische Föderation wird die Stadt ausschließlich von russischen Behörden verwaltet.

## Administrative Gliederung

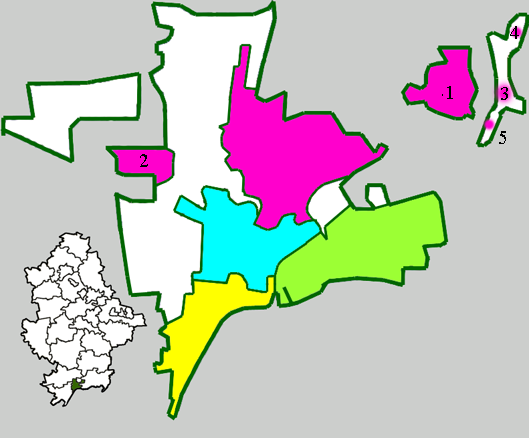
Karte mit der administrativen Unterteilung Mariupols

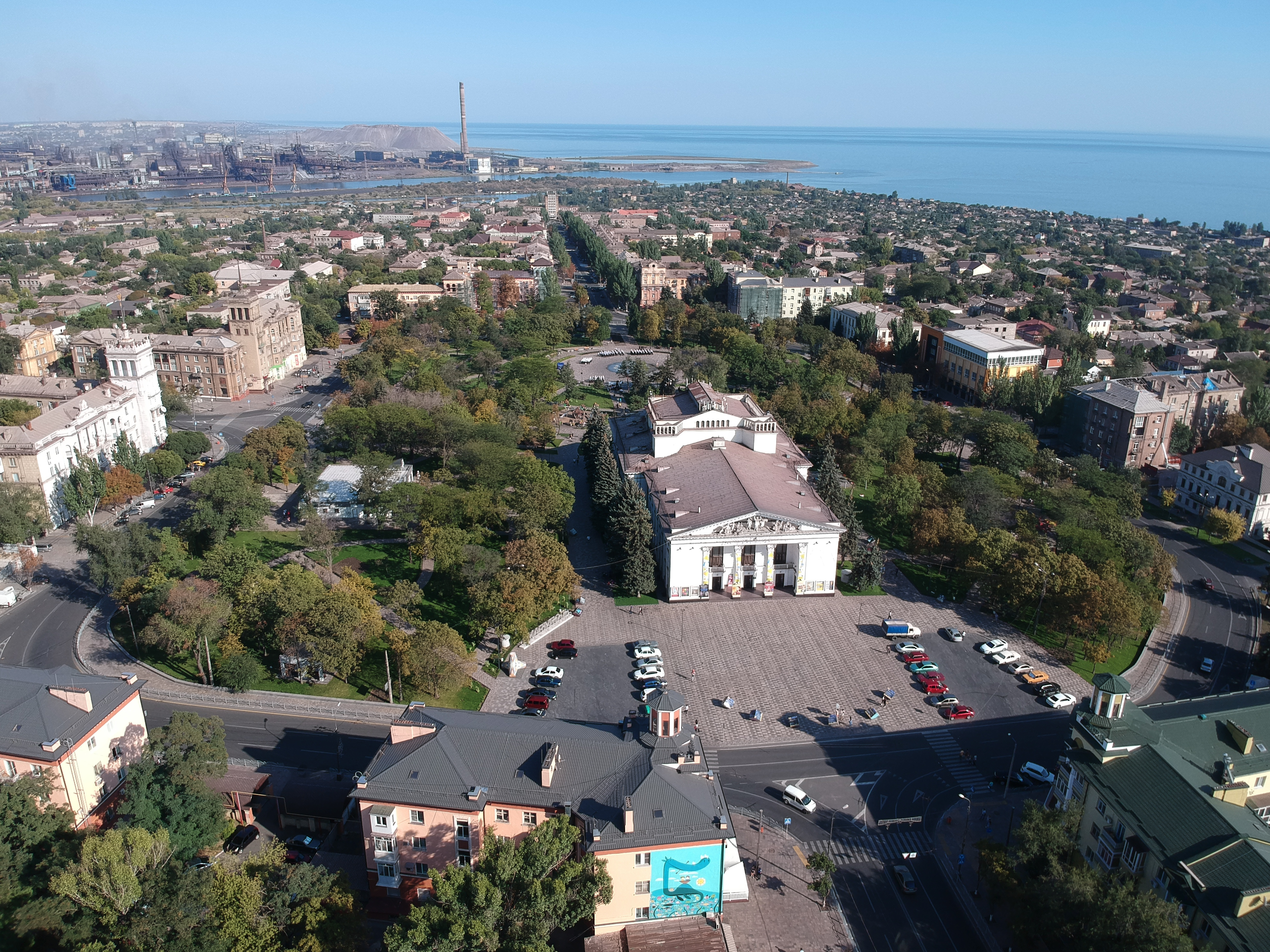
Mariupol, mittig das Schauspielhaus, im Hintergrund links das Asow-Stahlwerk, im Vordergrund links die Gebäude Kuindschi-Straße 35 und 48 (2019)

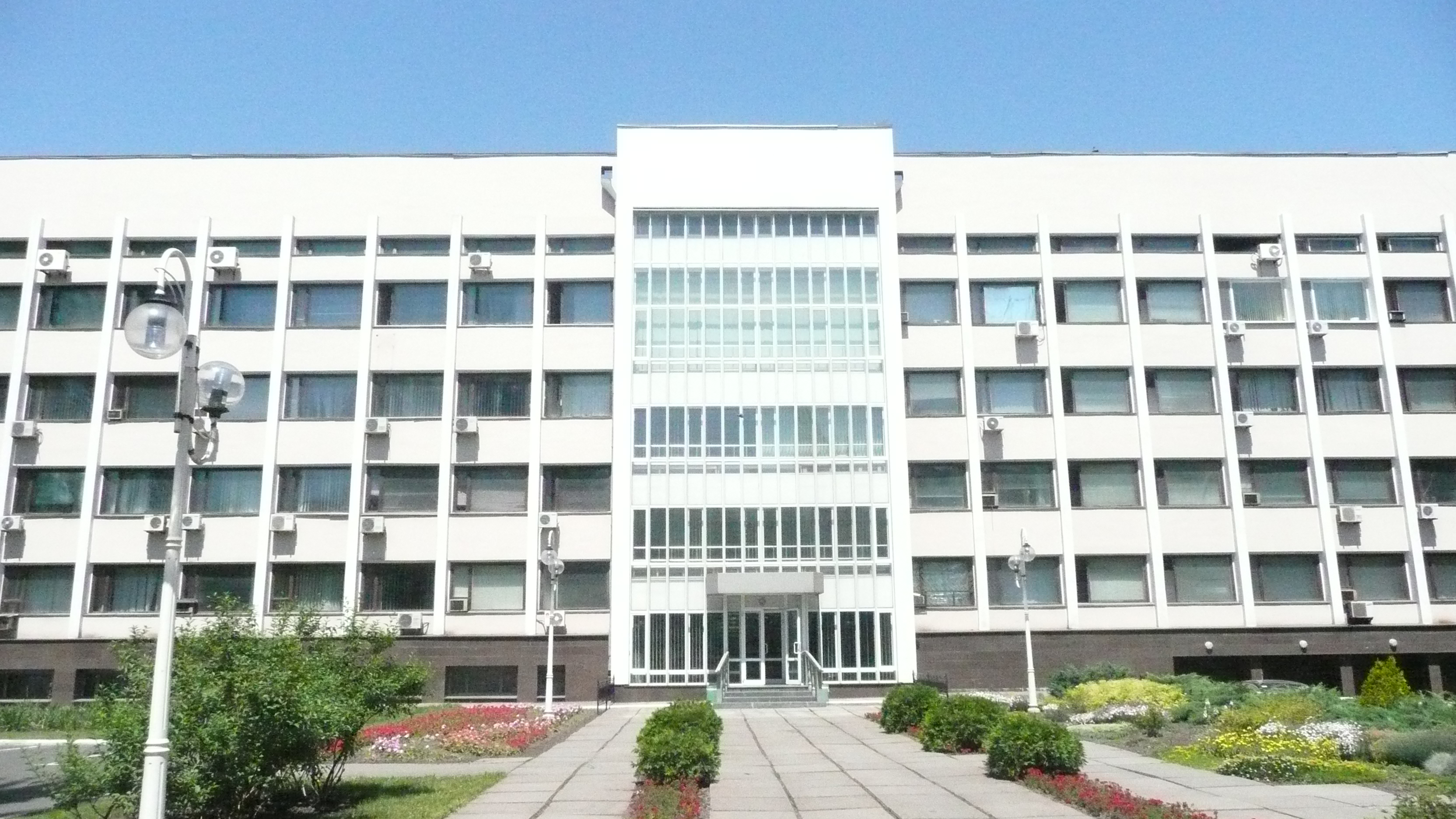
Sitz der Stadtverwaltung (2009)

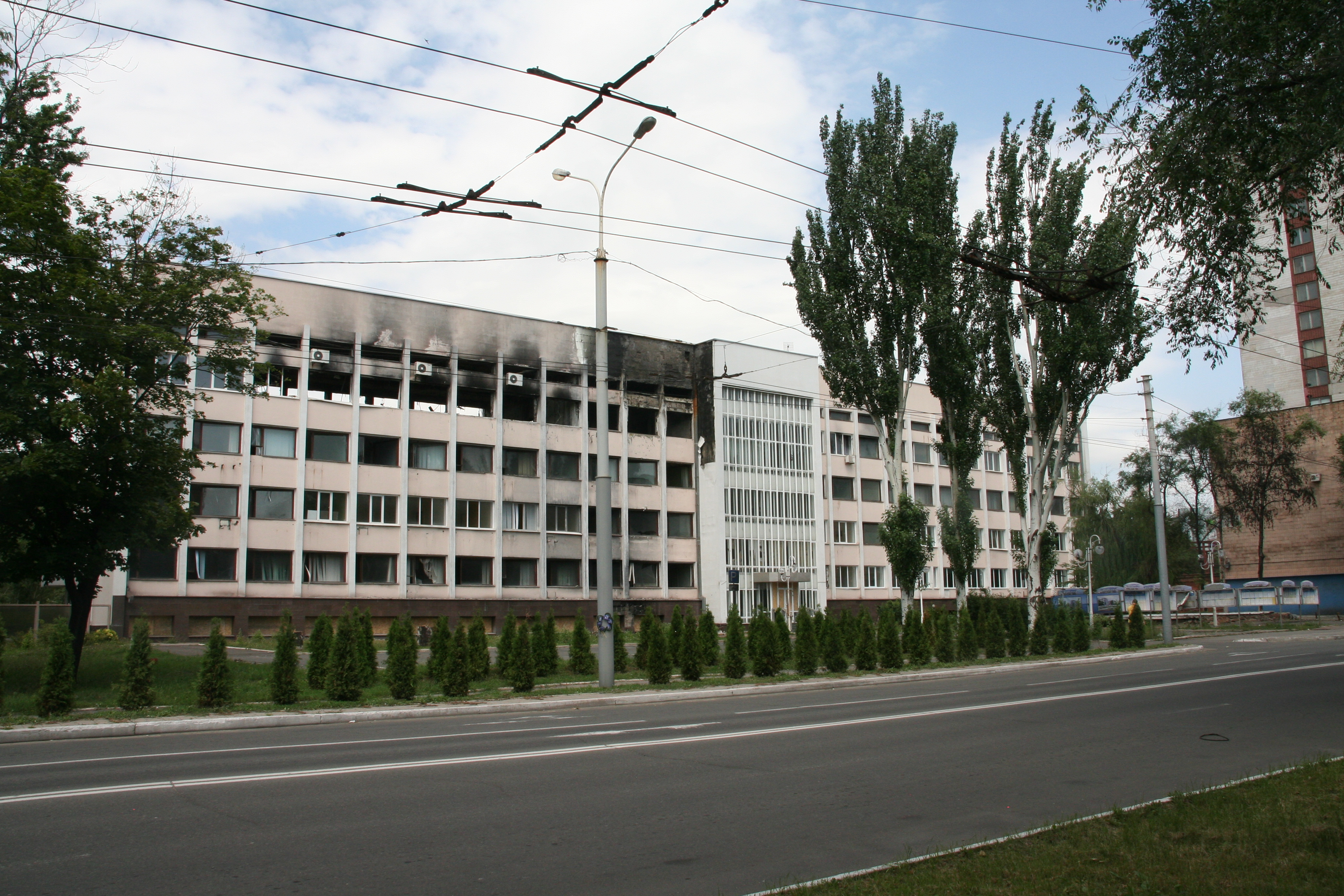
Sitz der Stadtverwaltung (2014)

Mariupol gliedert sich in die vier Stadtrajone Rajon Zentral (bis zum 28. Januar 2016 Rajon Schowtnewe), Rajon Kalmius, Rajon Liwobereschna und Rajon Prymorske, wobei der Rajon Kalmius noch in die drei Siedlungen städtischen Typs Sartana, Staryj Krym und Talakiwka, das Dorf Hnutowe (Гнутове) und die Siedlung Lomakyne (Ломакине) unterteilt wird.
Ende 2014 kamen noch Teile des durch den Russisch-Ukrainischen Krieg besetzten Rajons Nowoasowsk hinzu. Dies sind die Dörfer Prymorske, Wynohradne und Pionerske, die Fläche des Stadtgebiets beträgt Stand 2015 somit 203,96 Quadratkilometer.
Am 12. Juni 2020 wurde die Stadt zum Zentrum der neugegründeten Stadtgemeinde Mariupol (Маріупольська міська громада/Mariupolska miska hromada). Zu dieser zählen auch die Siedlung städtischen Typs Staryj Krym, die 8 in der untenstehenden Tabelle aufgelisteten Dörfer sowie die Ansiedlung Rybazke. Bis dahin bildete die Stadt zusammen mit den Siedlungen städtischen Typs Sartana, Staryj Krym und Talakiwka, dem Dorf Hnutowe und der Siedlung Lomakyne die gleichnamige Stadtratsgemeinde Mariupol (Маріупольська міська рада/Mariupolska miska rada), die direkt unter Oblastverwaltung stand.
Am 17. Juli 2020 wurde der Ort ein Teil des Rajons Mariupol.
Folgende Orte sind neben dem Hauptort Mariupol Teil der Gemeinde:
| Name                     | Name         | Name                             |
| ukrainisch transkribiert | ukrainisch   | russisch                         |
| ------------------------ | ------------ | -------------------------------- |
| Ahrobasa                 | Агробаза     | Агробаза (Agrobasa)              |
| Berdjanske               | Бердянське   | Бердянское (Berdjanskoje)        |
| Pokrowske                | Покровське   | Покровское (Pokrowskoje)         |
| Pryasowske               | Приазовське  | Приазовское (Priasowskoje)       |
| Prymiske                 | Приміське    | Пригородное (Prigorodnoje)       |
| Rybazke                  | Рибацьке     | Рыбацкое (Rybazkoje)             |
| Schewtschenko            | Шевченко     | Шевченко                         |
| Schyroka Balka           | Широка Балка | Широкая Балка (Schirokaja Balka) |
| Staryj Krym              | Старий Крим  | Старый Крым (Stary Krym)         |
| Tscherwone               | Червоне      | Червоное (Tscherwonoje)          |

## Geschichte
Die Stadt wurde auf dem Gebiet des seit einigen Jahren bestehenden kosakischen Lagers Kalmius am 29. September 1779 gegründet und war lange ein Zentrum pontos-griechischer Kultur; bis Ende des 19. Jahrhunderts war die Mehrheit der Stadtbevölkerung griechischer Herkunft. Auch der heutige Name der Stadt ist griechischen Ursprungs (griechisch Μαριούπολη Mariúpoli, deutsch ‚Stadt Mariens‘).

### Vom 19. Jahrhundert bis zum Zweiten Weltkrieg
Im 19. Jahrhundert war die Stadt das administrative Zentrum des Ujesd Mariupol im Gouvernement Jekaterinoslaw. Mariupol wurde wiederholt von Personen des kaiserlichen Hofes Russlands und von dem russischen Kaiser Alexander I. selbst besucht: Anfang Juni 1818 (der Kaiser übernachtete im Gebäude des griechischen Hofes von Mariupol) und am 21. Oktober 1825 (übernachtete im Haus des Kaufmanns Chebanenko). Am 29. Mai 1820 besuchte der Dichter Alexander Puschkin Mariupol, als er mit der Familie des General Nikolai Rajewski von Jekaterinoslaw in den Kaukasus reiste. Am 17. Oktober 1837 besuchte Zarewitsch Alexander Nikolajewitsch (der spätere Kaiser Alexander II.) die Stadt, in dessen Gefolge sich unter anderem Wassili Schukowski befand, der Mariupol mehrere Zeilen seines Tagebuchs widmete. 1845 wurde die Stadt vom Großfürst Konstantin Romanow besucht. Wie sein Bruder Alexander wohnte Romanow im Haus des Vorsitzenden des griechischen Hofes von Mariupol, des Kaufmanns Tschentukow. 1871 besuchte Großfürst Romanow zum zweiten Mal Mariupol (nach dem eine der Straßen der Stadt benannt war). Der Großfürst stattete den Stadtgarten und die Obstgärten am Ufer des Kalchik aus und richtete ein Stipendium von 300 Rubel zugunsten eines von der Stadt ausgewählten Studenten ein. Die erste Schule in Mariupol wurde kurz nach der Umsiedlung der Krimgriechen in die Region Asow eröffnet. Die erste städtische Pfarrschule in Mariupol wurde am 15. September 1820 eröffnet. Die Ausbildung dauerte zwei Jahre. Fächer waren Russisch, Grammatik, Arithmetik, Geschichte, Geographie, Theologie, Zeichnen, Neugriechisch.
Eröffnet wurden auch folgende Institutionen:
- 1825 die erste Apotheke
- 1855 die erste Bibliothek
- 1868 die Mariinsky-Zweiklassenschule
- 1869 das erste Postamt
- 1870 die erste Druckerei (Gorelina) und 1870 das erste (griechische) Theater
- 1860 das Post- und Telegrafenamt und die Telegrafenlinie „Odessa–Mariupol - Rostow am Don“.
- 1897 das Krankenhaus erhält ein Gebäude, an der Entstehung wirkte der Arzt I. I. Danilow mit.
- 1875 wurden die ersten beiden Gymnasien in der Stadt gegründet und gleichzeitig eröffnet: Männer- und Frauengymnasium. Das Männergymnasium wurde nach dem Kaiser Alexander II. benannt.
- 1864 wurde der Stadtgarten angelegt
- 1867 wurden öffentliche Bäder eröffnet
- 1871 erfolge die Pflasterung der Straßen und Plätze der Stadt mit lokalem Granit.
- 1875 wurden die ersten 100 Petroleumlaternen zur Straßenbeleuchtung installiert
- 1889 wurde auf dem Aleksander-Platz ein zentraler Platz angelegt.
- 1914 waren es bereits 686 Petroleumlaternen zur Straßenbeleuchtung
- 1933 eröffnete Straßenbahn Mariupol fährt bis heute.

### Zweiter Weltkrieg und Nachkriegszeit

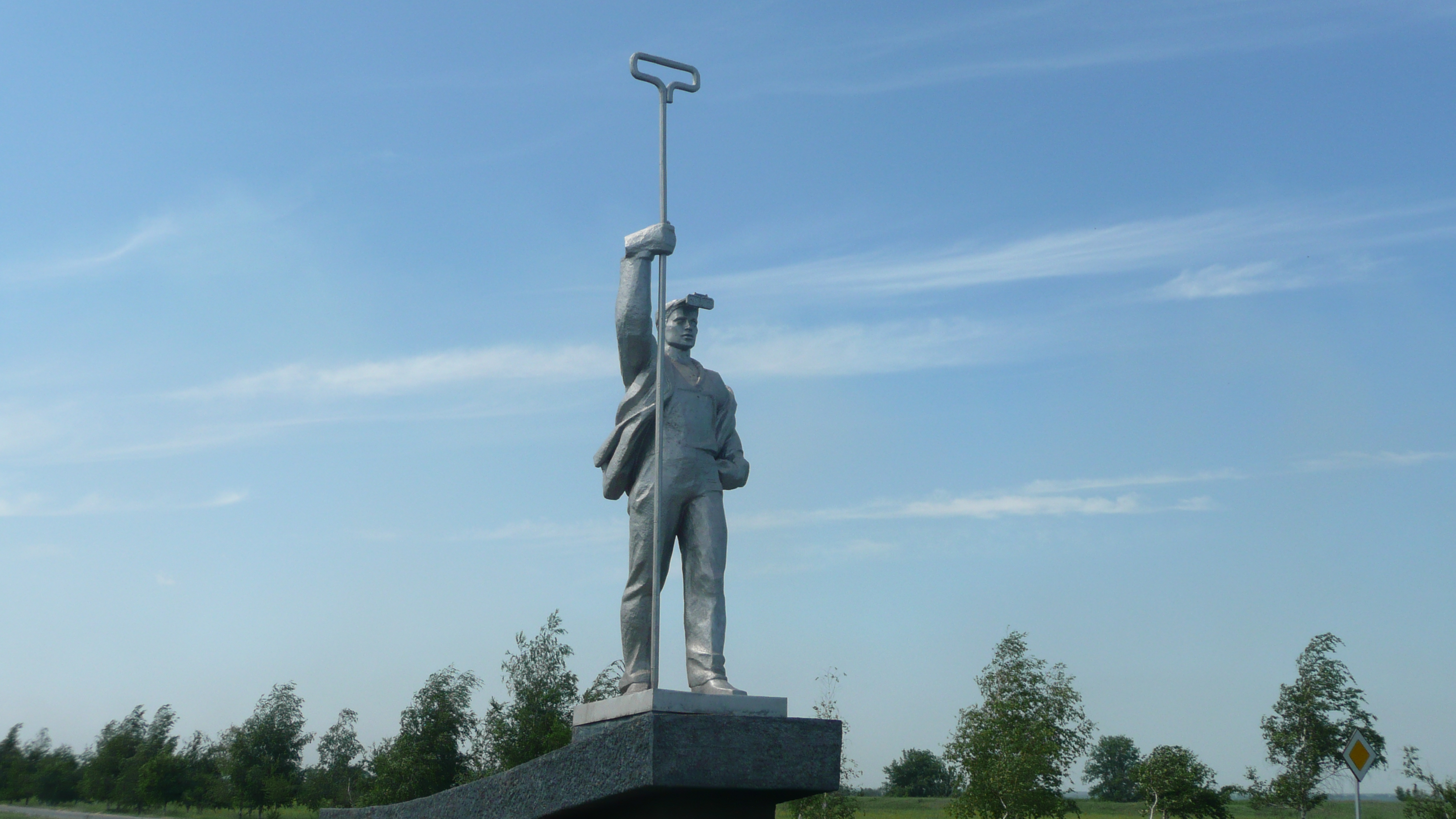
Der Metallurge – Wahrzeichen der Stadt

Nach dem deutschen Überfall auf die Sowjetunion am 22. Juni 1941 war die Stadt zwischen dem 8. Oktober 1941 und dem 10. September 1943 von Truppen der Wehrmacht besetzt. Die Stadt erlitt schwere Zerstörungen, ein großer Teil der jüdischen Gemeinde der Stadt, 1926 noch etwa 11 % der Bevölkerung, fiel dem Holocaust zum Opfer und wurde in Gräben am Stadtrand von Mariupol ermordet. Zu Beginn der Besatzung zählte man etwa 241.000 Einwohner, Ende 1943 lebten nur noch 85.000 Menschen in der Stadt. Viele Mariupoler wurden 1942 zur Zwangsarbeit nach Deutschland verschleppt und kehrten erst 1945 zurück. Ab 1942 war Mariupol ein Hauptoperationsgebiet sowjetischer Partisanen.
Nach dem Zweiten Weltkrieg erfolgte ein rascher Wiederaufbau, bereits wenige Jahre nach dem Krieg erreichte die Einwohnerzahl Mariupols den Vorkriegswert und stieg bis 1989 auf weit über eine halbe Million Menschen an. Zahlreiche Industriebetriebe wurden in der Stadt angesiedelt, die Hafenanlagen ausgebaut. Zwischen 1948 und 1989 hieß die Geburtsstadt des sowjetischen Funktionärs Andrei Schdanow ihm zu Ehren Schdanow (Жданов).
Im Jahr 1991 wurde die damals zur USSR bzw. UdSSR gehörende Oblast Saporischschja nach dem Referendum über die Unabhängigkeit der Ukraine Staatsgebiet der Ukraine. Damit ging auch Mariupol in ukrainisches Territorium über. Seitdem hatte Mariupol, wie zahlreiche andere Städte der Ukraine und anderer postsowjetischer Staaten, mit einem Strukturwandel und damit verbundenen Problemen, insbesondere Einwohnerrückgang, zu kämpfen.

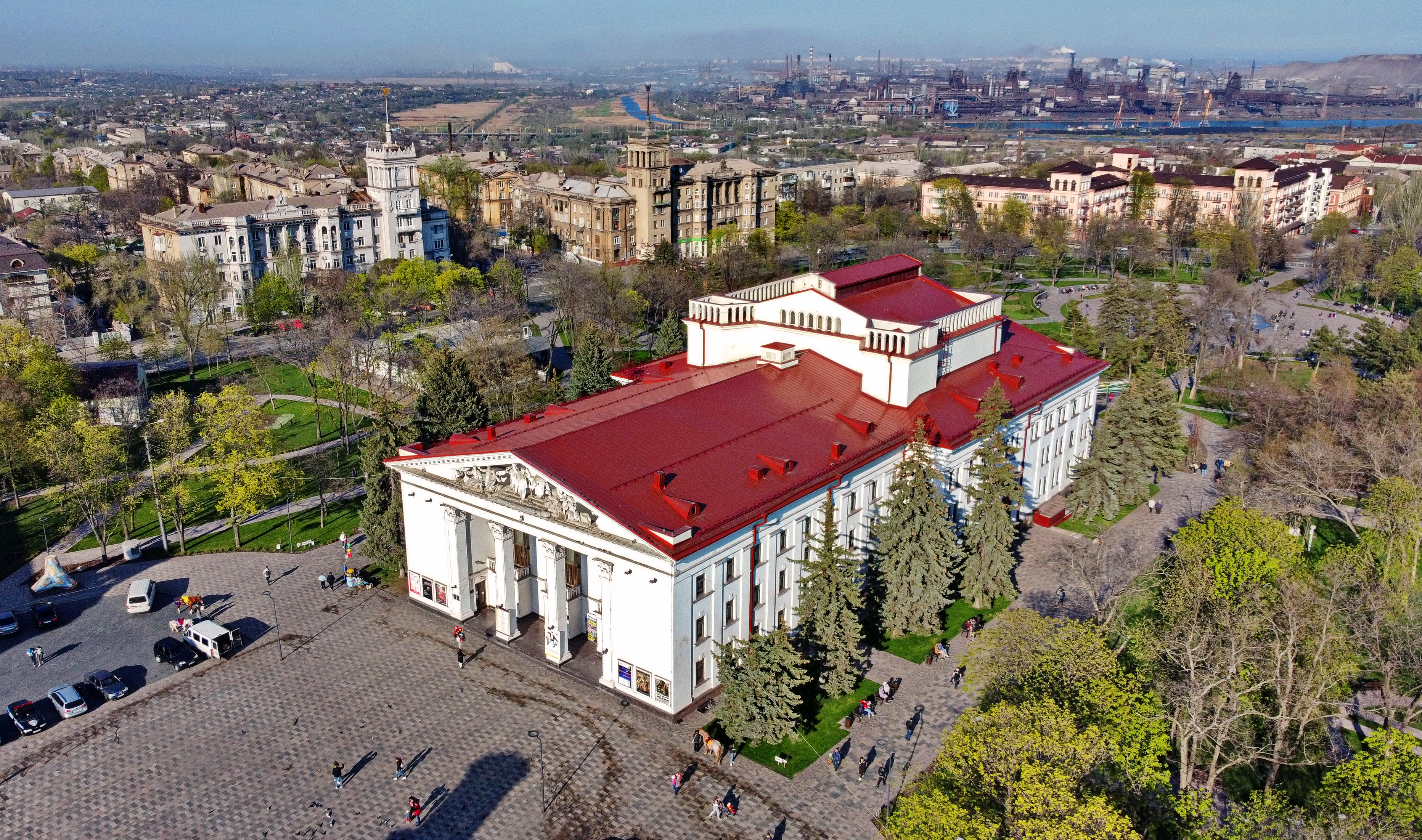
Akademisches Dramatheater des Oblast Donezk (Schauspielhaus; am 16. März 2022 durch einen Luftangriff zerstört – Foto aus dem Jahr 2021)

### Russisch-Ukrainischer Krieg seit 2014

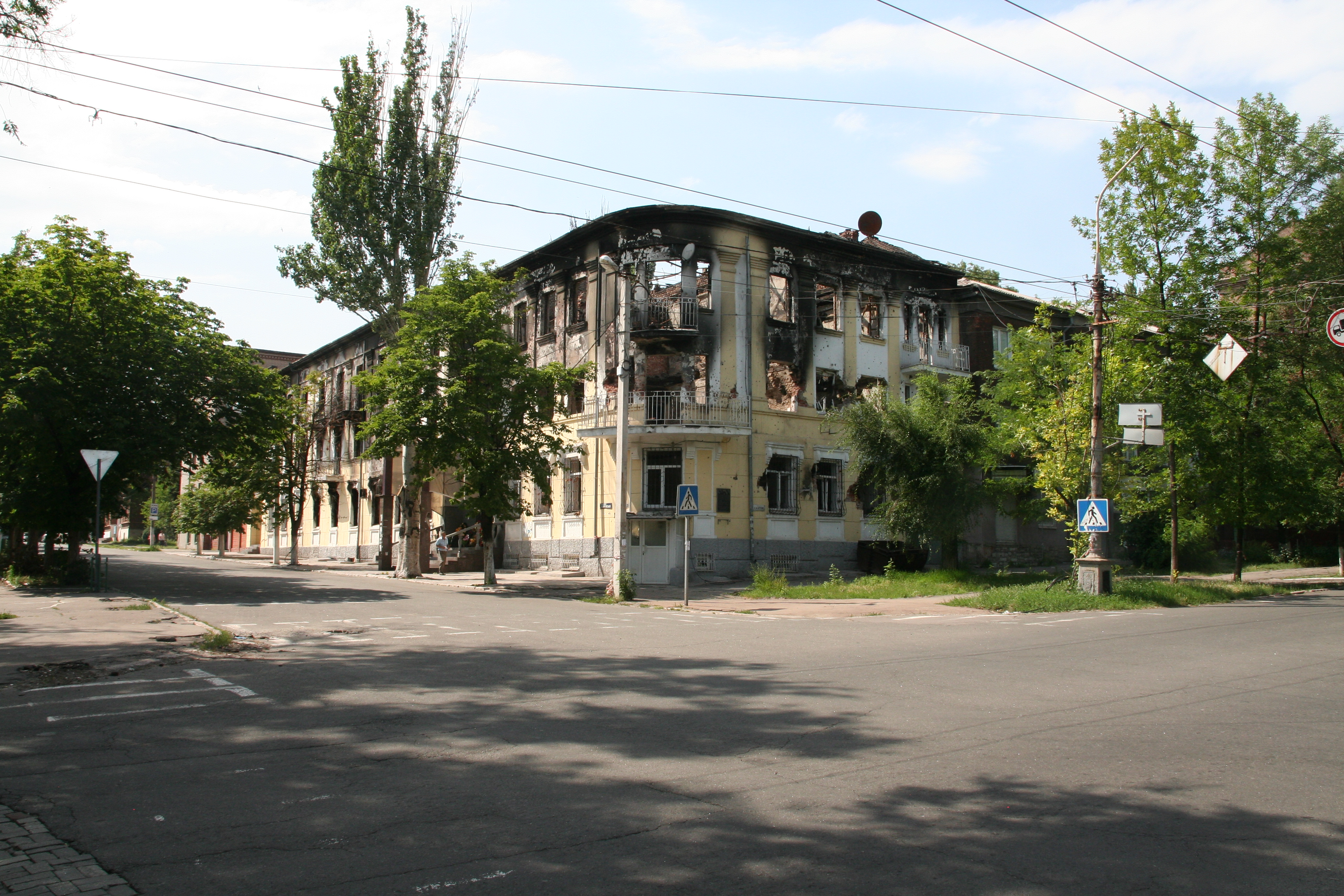
Ausgebrannte Polizeistation (2014)

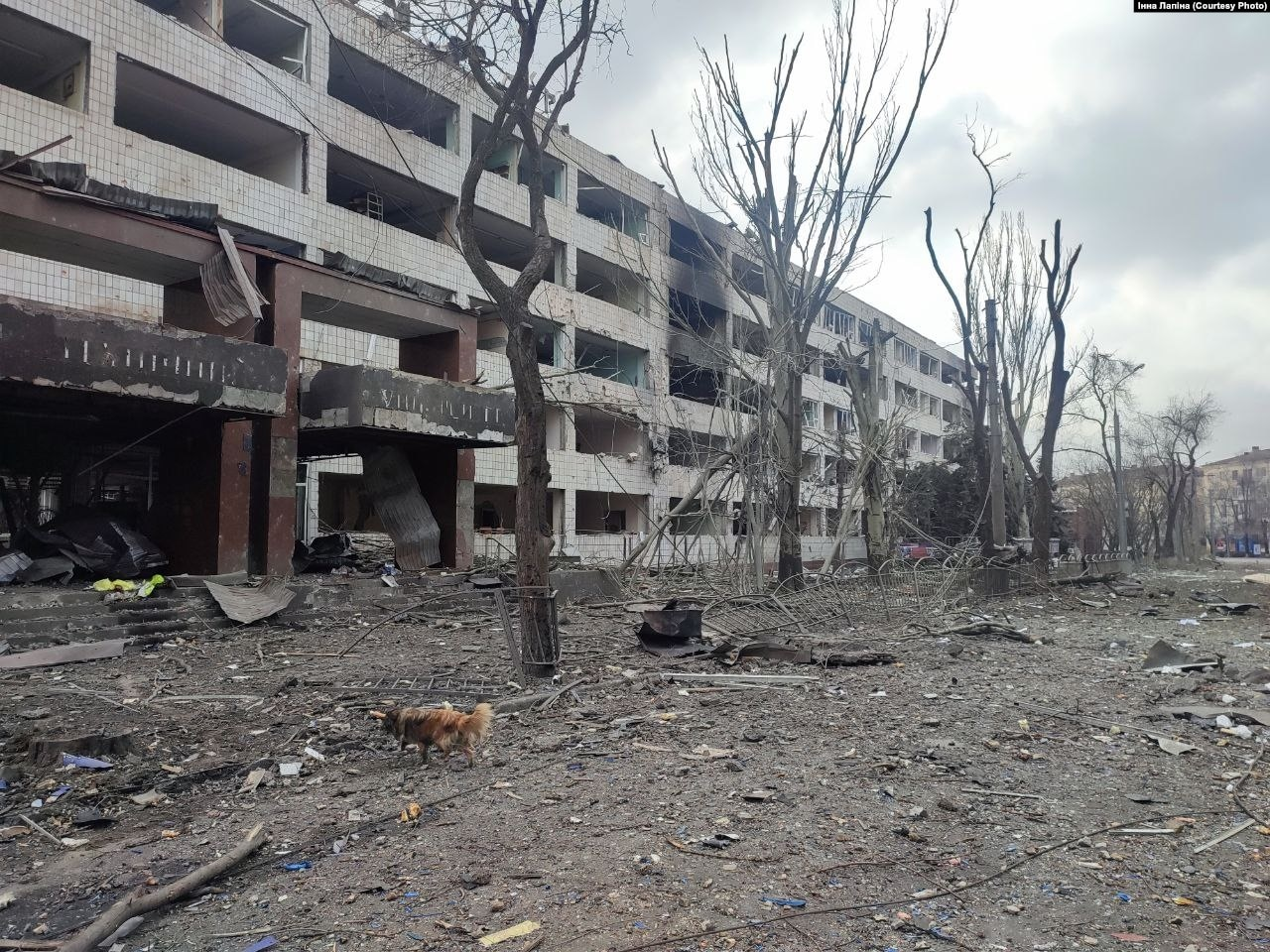
Zerstörtes Universitätsgelände (2022)

Im März 2014 forderte eine prorussische Demonstration eine Stadtratssitzung, bei der über ein illegales Referendum nach dem Vorbild der Krim beraten werden sollte. Von Mai bis Juni 2014 fand zwischen ukrainischem Militär und Aufrührern der Kampf um Mariupol statt. Mitentscheidend dafür, dass Mariupol letztlich unter ukrainischer Hoheit blieb, war die Haltung der lokalen Oligarchen, „erschreckt von der Rechtlosigkeit“ unter den Aufrührern. Nach Meinung von Aktivisten unterschieden die Menschen in Mariupol durch den Konflikt nun zwischen der Heimat und der ungeliebten Staatsmacht im fernen Kiew: „Politiker könne man abwählen, ohne das Land zu wechseln.“ Am 25. August überschritt die Russische Armee die Grenze und drang in Richtung Mariupol vor. Am 24. Januar 2015 eröffnete Russland durch seine Stellvertreter-Kräfte mit einem Raketenangriff erneut eine Offensive, die nach ukrainischen Behördenangaben mindestens 30 Todesopfer und 97 Verletzte forderte.
Als Reaktion darauf wurde die Gegenoffensive nach Schyrokyne gestartet, mit der erneute Angriffe gegen zivile Ziele in Mariupol verhindert oder zumindest erschwert werden sollten. Diese Gegenoffensive, angeführt durch das Regiment Asow, endete mit der Kontrolle von taktischen Positionen nordöstlich Mariupols und in der Ortschaft Schyrokyne.
Beim russischen Überfall auf die Ukraine 2022 konnte die Russische Armee zwar nicht auf direktem Weg bei Schyrokyne durchbrechen, erreichte aber von der Krim her kommend sowie über amphibische Landungen Mariupol und begann es am 28. Februar einzuschließen. Der Stadtrat von Mariupol gab indirekt an, dass die Stadt am 1. März umschlossen wurde. Am 16. März kam es zu einem Luftangriff auf das Theater von Mariupol. Angaben zur Anzahl der dabei getöteten Zivilisten schwanken sehr stark. Während Amnesty International „mindestens ein Dutzend Menschen“ zählt, die getötet wurden, und Schätzungen von mehreren Hundert als deutlich zu hoch einstuft, berichtete Associated Press von etwa 600 getöteten Zivilisten, die zuvor in dem Theater Schutz vor russischen Luftangriffen gesucht hatten.  Ein Ultimatum zur Übergabe der Stadt an die russischen Streitkräfte lehnte die Ukraine am 21. März 2022 ab. Mitte Mai 2022 waren bis auf das Stahlwerk sämtliche anderen Stadtteile vom russischen Militär erobert. Im Stahlwerk unter Tage befanden sich noch nahezu tausend ukrainische Soldaten, nachdem sämtliche Zivilisten und Verletzte evakuiert worden waren.
Am 20. Mai 2022 beschloss die ukrainische Regierung das Ende der Verteidigung des Stahlwerks.
Die Stadt hatte durch die Belagerung massive Zerstörungen erlitten. Zirka 90 Prozent der Gebäude der Stadt wurden beschädigt, auch die teils griechisch geprägten Dörfer im Umland sollen weitgehend zerstört sein. Versuche der Erfassung der Schäden gehen von mindestens 2000 zerstörten Wohngebäuden, 55 Schulen, 16 Kindergärten, 15 Hochschulen, 20 Krankenhäusern, 16 Kirchen sowie ungefähr 100 Restaurants, Geschäfte, Hotels aus.
Während der Belagerung der Stadt wurden Schätzungen zufolge mindestens 25.000 Zivilisten getötet. Ende August 2022 wurde die Zahl der in den Leichenhäusern Mariupols dokumentierten Toten durch den pro-ukrainischen Sender „Mariupol TV“ mit 87.000 angegeben. Darunter seien allein 26.750 Menschen, die von der Staatsanwaltschaft von Nowoasowsk als „in Massengräbern beerdigt“ registriert worden seien. Eine bereinigte Zahl der Kriegstoten, die auch die zahlreichen Hinterhofbeerdigungen mit erfasst, wurde bisher nicht veröffentlicht. Anfang Juli 2022 hatten laut dem Berater des Bürgermeisters nur 5 Prozent der Einwohner Mariupols Wasser, während die Besatzer von „verbesserten Lebensumständen“ berichteten. Es gebe keine Versorgung mit Medikamenten und 10.000 Bewohner würden in Gefängnissen festgehalten. Die Bevölkerung sei immer noch ohne Strom und unzufrieden mit der russischen Besetzung, so der Korrespondent von n-tv.
Die russischen und prorussischen Besatzer begannen im Juli 2022 mit dem Bau neuer Mehrfamilienhäuser am westlichen Stadtrand, da die bestehenden Wohnhäuser zum Großteil irreparabel zerstört wurden. Bei der St.-Nikolaus-Kathedrale wurde zudem der Bau eines 6.776 Quadratmeter großen Ärztezentrums begonnen. Großflächige Abrisse sollen Platz für weitere Neubauten schaffen. Zudem wurden verschiedene neue prorussische Denkmäler errichtet, darunter eine Statue der Propagandafigur „Babuschka Z“ noch während der Kampfhandlungen Anfang Mai 2022, ein Alexander-Newski-Reiterdenkmal im September 2022 und eine Büste für einen Helden der Sowjetunion. Nach Russland geflüchtete Bewohner Mariupols wurden unter chaotischen Umständen dazu ermuntert, nach Mariupol zurückzukehren. Russische Freiwillige versuchten, diese aus ihrer Sicht von den Behörden manipulierten Menschen von einer Reise in die „lebensungeeignete“ Stadt abzuhalten.
Im Zuge der im September 2022 erfolgten russische Annexion der Süd- und Ostukraine wurden die Wohnungen der geflohenen ukrainischen Bewohner beschlagnahmt und dann auf dem russischen Markt zum Verkauf angeboten. Viele russische Staatsbürger kauften sich eine Immobilie in der Hafenstadt.
Am 19. Oktober 2022 wurde das Denkmal für die Opfer des Holodomor und der politischen Repressionen von russischen Besatzern zerstört. Am 20. Oktober 2022 verurteilte die Bundesstiftung Aufarbeitung die Demontage des Denkmals.
Nach Angaben des ukrainischen Militärs plant Russland die Umsiedlung von 300.000 russischen Staatsbürgern nach Mariupol. Die Umsiedlung soll laut den angeblichen Plänen bis 2035 abgeschlossen sein. Stand 2024 hatten sich etwa 40.000 russische Staatsbürger in der Stadt angesiedelt. Das „Zentralinstitut für Stadtplanung“ erarbeitete als ersten Schritt im Auftrag des russischen Bauministeriums einen Plan für den Wiederaufbau Mariupols bis zum Jahr 2025. Demnach soll die Einwohnerzahl von 212.000 bis 2025 auf 350.000 ansteigen. Laut prorussischen Angaben waren im Dezember 2022 bereits knapp 28.000 Bauarbeiter in Mariupol tätig. Bis Februar 2023 wurde der Neubau von 15 Wohnhäusern mit 976 Wohnungen abgeschlossen. Laut ukrainischer Einschätzung wurden diese ohne Keller erbaut und auf kurze Nutzungsdauer angelegt. Nach dem ersten Sturm wiesen sie bereits Schäden auf. Die „Restaurierung“ von Kriegsruinen wurde teils dadurch gelöst, dass man lediglich äußere Reparaturen vornahm, so dass sich bald Risse bildeten und es zu Wasserschäden durch Regen kam. Bis März 2023 wurden 321 Häuser abgerissen und der Abriss weiterer 86 geplant. Zudem wurden 60 weitere Neubauten beschlossen und die Zahl der abgeschlossenen Neubauten mit 33 angegeben. In der Folgezeit kam die Bautätigkeit zunehmend zum Erliegen und im Jahr 2024 wurden laut russischen Angaben bis Ende November nur 13 neue Gebäude in Mariupol errichtet, die zusammen mit zwei Neubauten in Wolnowacha 948 neue Wohnungen umfassten, was angesichts von tausenden zerstörten Gebäuden nur einen geringen Fortschritt bedeutete. Vier weitere Gebäude mit zusammen 374 Wohnungen sollten noch bis zum Jahresende folgen. Die Wohnungen waren mehrheitlich für Russen gedacht, die nach Mariupol ziehen und das nötige Geld für den Erwerb der Wohnungen besitzen.
Im Januar 2024 schätzte der ukrainische Stadtrat von Mariupol, dass sich 50.000 Arbeitsmigranten aus Russland und Zentralasien in Mariupol aufhalten. Da der Wiederaufbau der zerbombten Krankenhäuser unterblieb, sollten Patienten im Herbst 2024 teilweise bis in das 100 Kilometer entfernte Donezk gebracht werden.
Zum Gedenken an Andrei Schdanow, einem engen Mitarbeiter Stalins, wurde 2025 ein Museum in Mariupol eröffnet.

## Politik
Der gewählte Bürgermeister der Stadt ist Wadym Bojtschenko. Dieser wurde bei den Lokalwahlen im Oktober 2020 mit 64,57 % der Stimmen als Kandidat des Block Wadym Boitschenko wiedergewählt. Wolodymyr Klymenko von Oppositionsplattform – Für das Leben erhielt 25,84 % der Stimmen, die selbst nominierte Lydia Mugli erhielt 4,72 %, die Kandidatin von Für die Zukunft Julia Baschkirowa erhielt 1,68 %, sowie der Nominierte von Unser Land Michailo Klyujew erhielt 0,99 % der Stimmen. Die Wahlbeteiligung lag bei 27 %. Russische Separatisten setzten am 4. April 2022 Kostjantyn Iwaschtschenko als Bürgermeister ein. Dieser wurde am 22. Januar 2023 durch Denis Puschilin abgesetzt und Oleg Morgun zu seinem Nachfolger ernannt.
→ Siehe auch: Liste der Bürgermeister von Mariupol

### Konsulate
In Mariupol gibt es ein griechisches sowie ein zyprisches Generalkonsulat.

### Städtepartnerschaft
Seit 2008 besteht eine Städtepartnerschaft mit der brasilianischen Hafenstadt Paranaguá.

## Wirtschaft

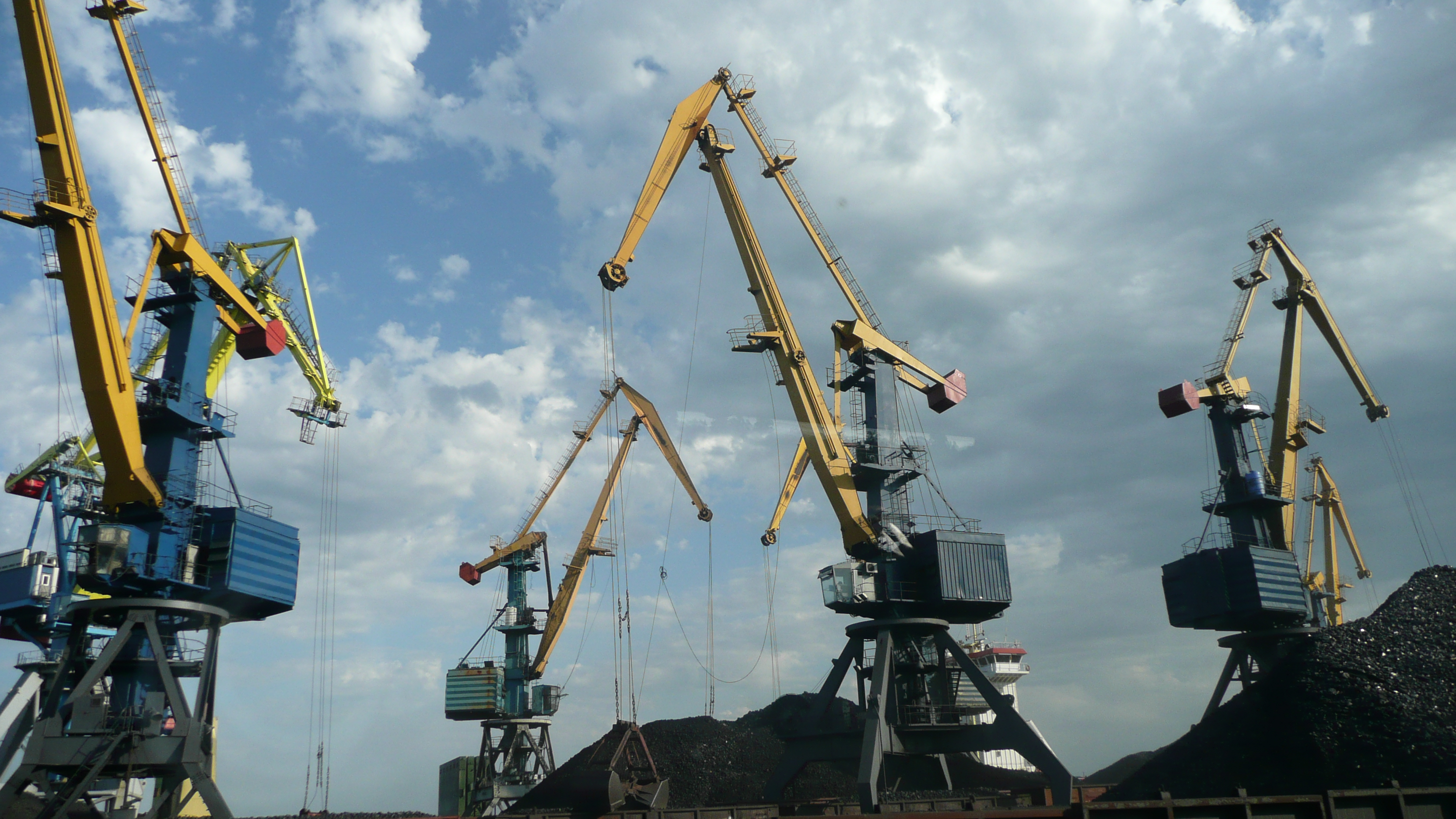
Kräne im Industriehafen

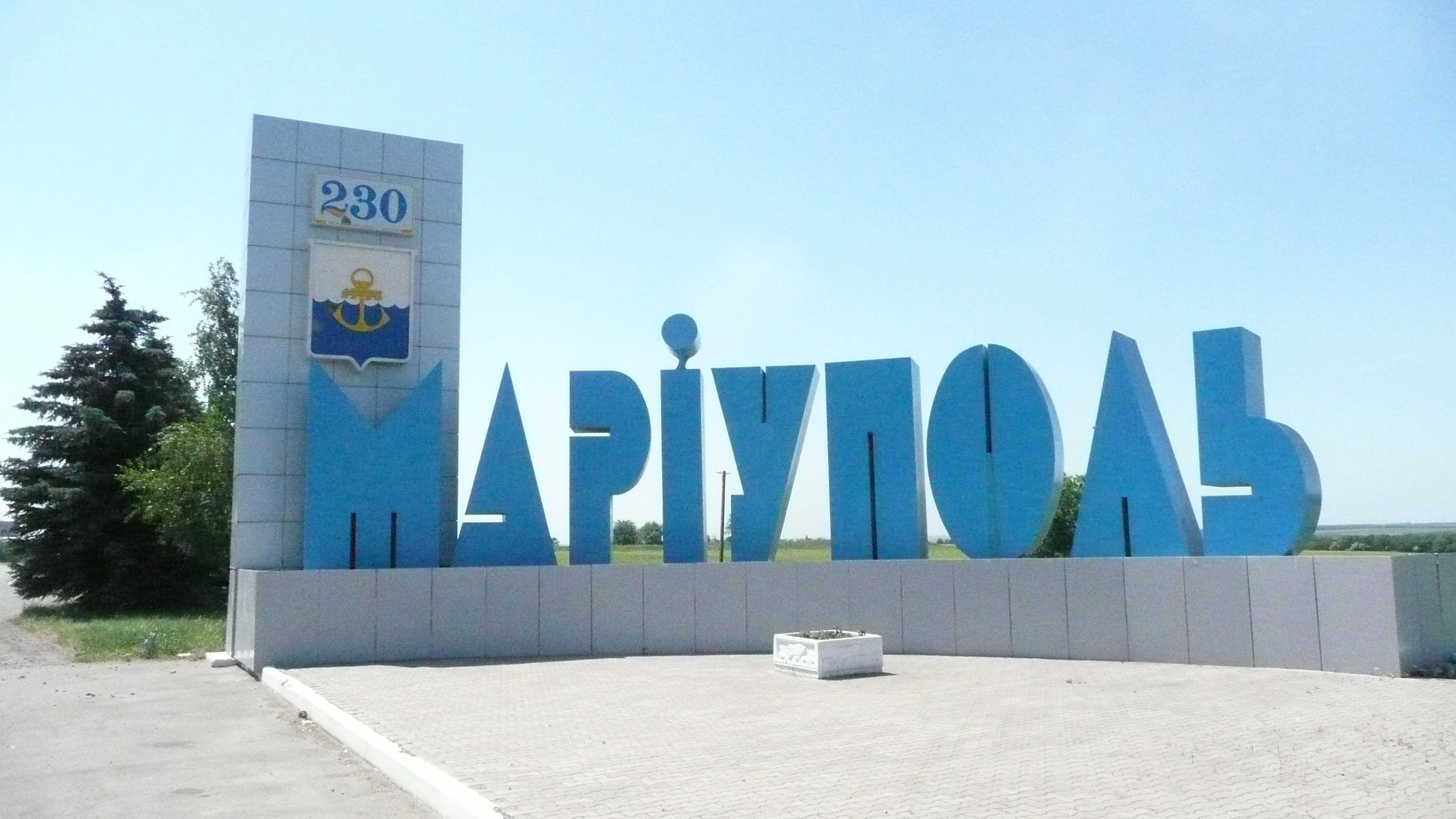
Ortseingang von Mariupol (2009)

Mariupol ist ein bedeutendes Industriezentrum und internationaler Seehafen am Asowschen Meer; die Stadt gehört zu den wichtigsten Wirtschaftszentren der Ukraine. Die hier angesiedelten Metallurgiekombinate (u. a. Asowstal und Iljitsch Eisen- und Stahlwerke Mariupol) tragen einen wichtigen Teil zu den Exportgütern des Landes bei. Beide sind Teil der Metinvest-Gruppe, die dem Milliardär Rinat Achmetow gehört. Zu den großen Arbeitgebern zählt ferner das Maschinenbauunternehmen Asowmasch. Von Bedeutung ist außerdem der Handelshafen. Im kleineren Rahmen gibt es hier auch eine Solarindustrie.
Die Schifffahrt nahm massiven Schaden durch wirtschaftliche Umwälzungen durch den nahen Krieg im Donbass, die Eröffnung der Krim-Brücke und russische Schikanen mit langen Wartezeiten in Kertsch; im Hafen von Mariupol halbierte sich der Umsatz von 2013 bis 2018 und geplante Ausbauten wurden obsolet. Gemäß dem Direktor des Hafens von Mariupol waren diese wirtschaftlichen Auswirkungen von Russland beabsichtigt. Die Stahlwerke konnten zudem außer Spezialanfertigungen kaum mehr Güter wie Eisenbahnschienen nach Russland liefern und hatten seit dem Beginn des Krieges 40 Prozent der Kapazität abgebaut.
Rund 9 km westlich der Stadt befindet sich ein ziviler Flughafen.

## Bildung
Es gibt in der Stadt eine Technische Universität und die Staatliche Universität Mariupol. Daneben existieren eine staatliche geisteswissenschaftliche Hochschule, das Gymnasium Alexandrinum sowie mehrere Berufsschulen.

## Kultur

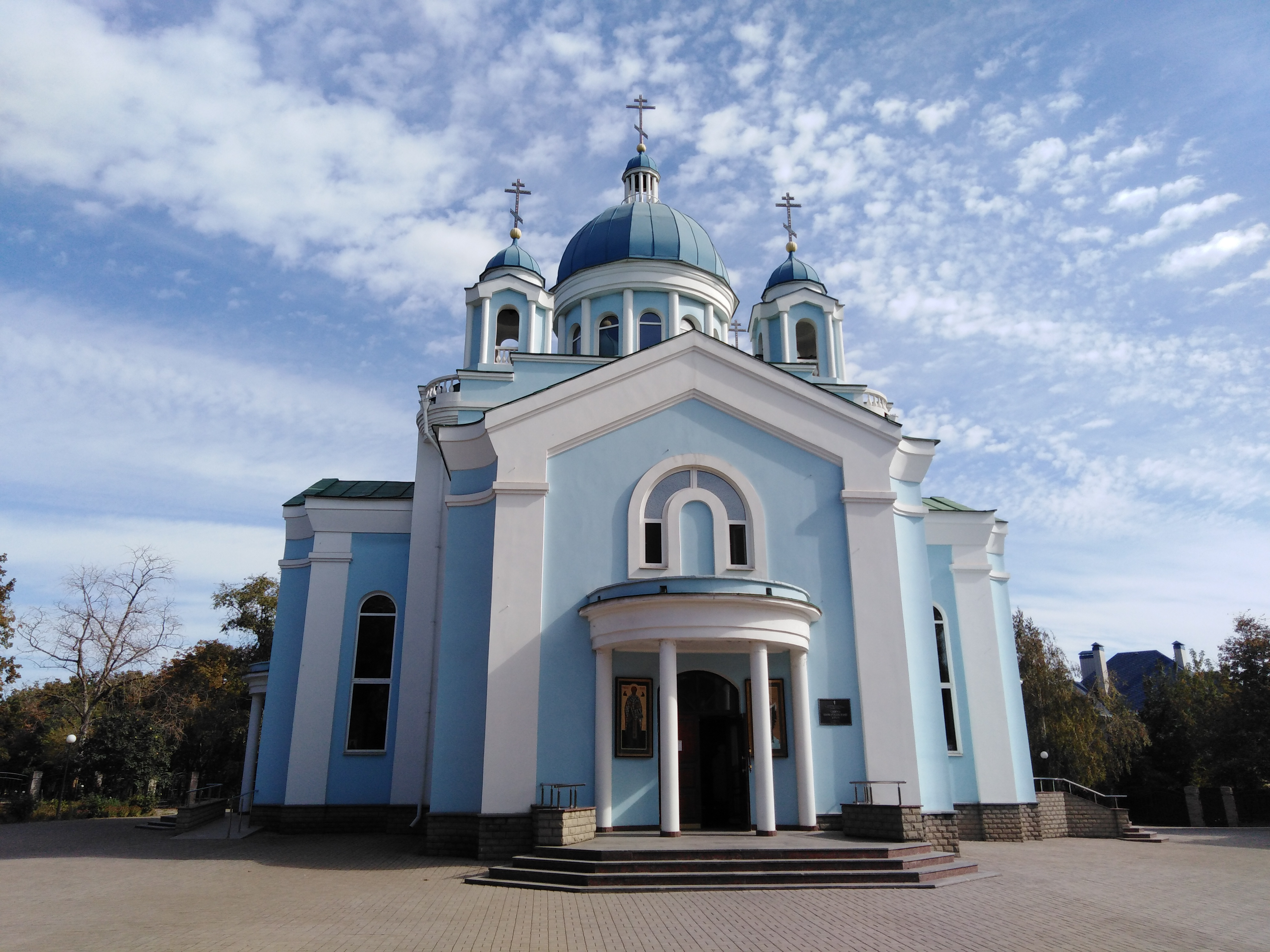
Orthodoxe Kirche

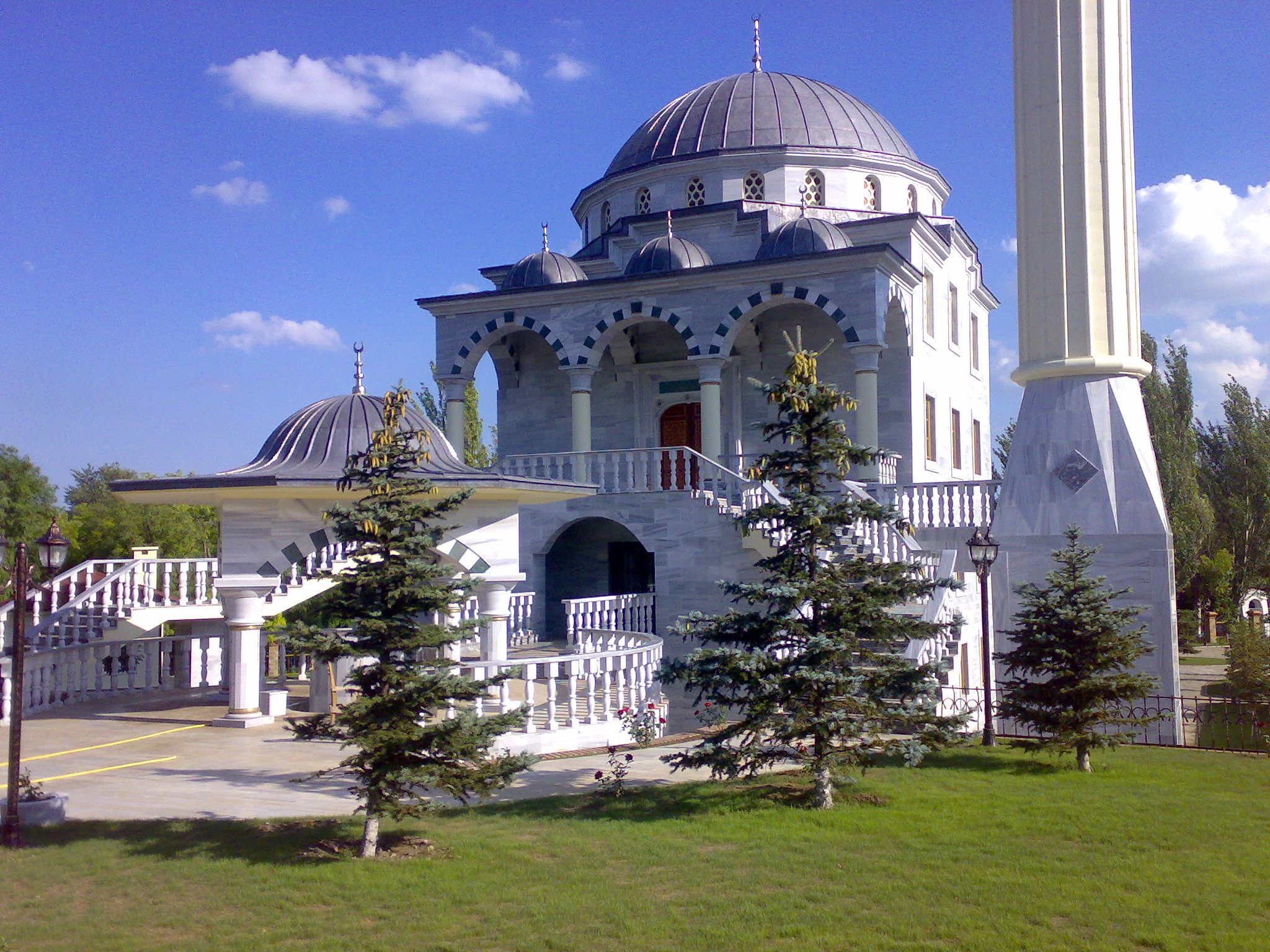
Moschee Mariupol

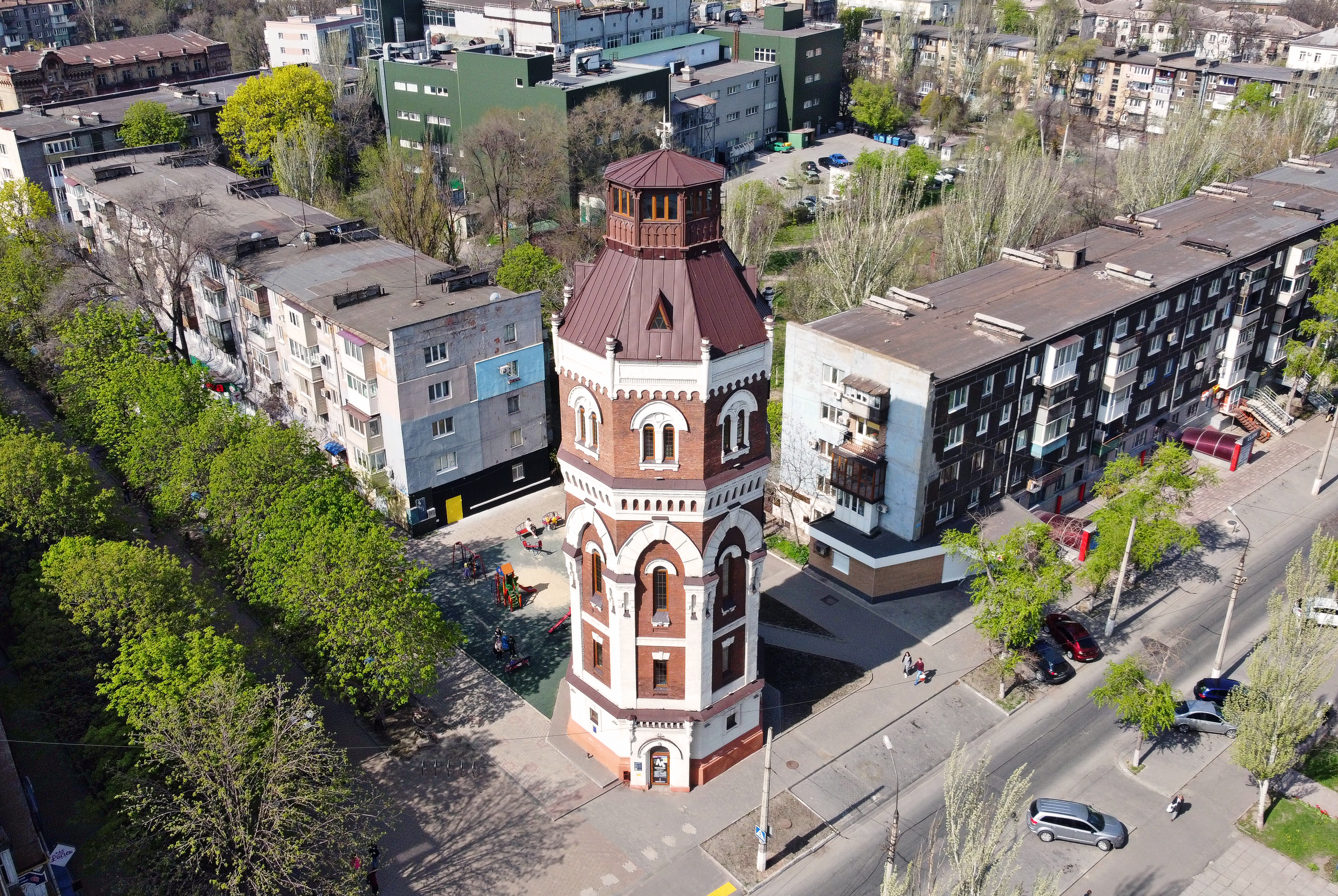
Alter Stadtwasserturm aus dem Jahr 1909

Die Stadt beherbergt mehrere Musikschulen, ein Heimatkundemuseum, eine Kuindschi-Ausstellung und ein Russisches Stadttheater. Neben zahlreichen orthodoxen Kirchen findet sich in der Stadt auch eine im Jahr 2007 eröffnete Moschee.
2021 war sie Kulturhauptstadt der Ukraine und somit qualifiziert für die kommenden Wettbewerbe um den Titel „Kulturhauptstadt Europas“.

## Bauwerke
Trotz Mariupols relativ kurzer Geschichte wurde das Stadtbild schon mehrfach massiv verändert. In der Gründungsphase entstanden bereits in den 1780er-Jahren erste orthodoxe Kirchen, darunter die alte Charalambos-Kathedrale, doch erwiesen sich diese bald als baufällig bzw. zu klein, so dass sie durch Neubauten ersetzt werden mussten (etwa die Mariä-Geburt-Kirche von Karassewka oder die Mariä-Himmelfahrt-Kirche). Im 19. Jahrhundert wurden mehrere Kirchen ergänzt, zum Ende des 19. Jahrhunderts entstanden Schulen und andere Gebäude im Stil des Historismus, was bis zum Ersten Weltkrieg andauerte, da die Stadt aufgrund der verbesserten Verkehrsanbindung aufblühte.
Nach der Eroberung der Ukraine im Russischen Bürgerkrieg kam es in den 1920er-Jahren zu massiven Enteignungen und somit zur Umnutzung der ehemaligen Villen und Hotels, beispielsweise des Continental-Hotels. In den 1930er-Jahren wurden alle orthodoxen, katholischen und evangelischen Kirchen der Stadt durch die Sowjetunion zerstört, darunter die neue Charalambos-Kathedrale. Vorgeblich geschah das, um Platz für neue Bauten – wie die Straßenbahntrasse – zu schaffen. Die als Gebäude noch erhaltenen ehemaligen Synagogen – darunter die Choral-Synagoge – wurden umgenutzt. Beim Abzug nach der Besetzung im Zweiten Weltkrieg zündeten deutsche Soldaten etliche Gebäude der Stadt an. Die sowjetische Stadtplanung schuf in der Folge Bauwerke im Stil des für die Sowjetarchitektur der Nachkriegszeit typischen Neoklassizismus bzw. Sozialistischen Klassizismus. So das Dramatheater oder der Kulturpalast der Erbauer. Später folgten modernere Bauten wie der Busbahnhof oder auch weitere Kulturzentren und Kinos.
Erst in der Folge der Perestroika konnten wieder neue Kirchen entstehen, doch die Unabhängigkeit der Ukraine führte zu einer komplexen Sakrallandschaft, in der es Kathedralen verschiedener orthodoxer Kirchen gab: Die Ukrainisch-Orthodoxen Kirche Moskauer Patriarchats erbaute die St.-Nikolaus-Kathedrale und die Erzengel-Michael-Kathedrale. Im Jahr 2020 eröffnete die Orthodoxe Kirche der Ukraine eine Mariä-Himmelfahrt-Kathedrale, die aber seit der Belagerung von Mariupol im Bestand bedroht ist.
Daneben entstanden eine Moschee sowie Gotteshäuser verschiedener christlicher Glaubensauslegungen, wobei besonders die Baptisten aktiv wurden, die ein halbes Dutzend neuer Kirchen und Bethäuser eröffneten.
Durch die massiven Kriegshandlungen während der Belagerung von Mariupol im Frühjahr 2022 wurden so gut wie alle größeren öffentlichen Gebäude, aber auch der Großteil der Wohnhäuser und mehrere Kirchen der Stadt zerstört. Weitgehend unbeschädigt blieben nur der Alte Wasserturm, die Kammerphilharmonie und die Kirchen der Ukrainisch-Orthodoxen Kirche.

## Sport
Mariupol ist Sitz des ukrainischen Fußballvereins FK Mariupol, der seine Heimspiele im Wolodymyr-Bojko-Stadion austrägt. Auch der erfolgreiche Basketballclub BK Asowmasch Mariupol ist in der Stadt beheimatet.

## Bevölkerung

### Bevölkerungsentwicklung
Seit den 1990er-Jahren schrumpft die Einwohnerzahl kontinuierlich, während zuvor ein deutlicher Anstieg zu verzeichnen war.
| Jahr | Einwohner |
| ---- | --------- |
| 1897 | 031.116   |
| 1923 | 028.707   |
| 1926 | 040.825   |
| 1939 | 223.796   |
| 1959 | 283.570   |
| 1970 | 416.927   |
| 1979 | 502.581   |
| 1989 | 518.933   |
| 1992 | 522.000   |
| 1998 | 499.800   |
| 2001 | 492.176   |
| 2003 | 487.522   |
| 2004 | 484.454   |
| 2005 | 482.440   |
| 2010 | 469.336   |
| 2015 | 455.063   |
| 2018 | 444.493   |
| 2019 | 440.367   |
| 2020 | 436.569   |
| 2021 | 431.859   |
| 2022 | 425.681   |

### Bevölkerungszusammensetzung
Im Jahr 2002 setzte sich die Bevölkerung ethnisch wie folgt zusammen:
- Ukrainer 248.683 (48,7 %)
- Russen 226.848 (44,4 %)
- Griechen 21.923 (4,3 %)
- Belarussen 3.858 (0,8 %)
- Armenier 1.205 (0,2 %)
- Juden 1.176 (0,2 %)
- Bulgaren 1.082 (0,2 %)
- andere: 6.060 (1,2 %)

### Sprachen
Historisch stellten die Griechen (siehe Griechische Minderheit in den Nachfolgestaaten der Sowjetunion) einen hohen Bevölkerungsanteil in Mariupol, gingen mit der Zeit jedoch in der slawischen Bevölkerung auf. Zudem wanderten viele verbliebene Griechen nach dem Zerfall der Sowjetunion in den 1990er-Jahren nach Griechenland aus. Jiddisch war früher neben Russisch Hauptsprache von Mariupol. Heute wird es nur noch von einer kleinen Minderheit der Juden gesprochen. Viele Überlebende des Holocaust sind nach Israel oder in die USA ausgewandert. Griechisch wird ebenfalls kaum noch gesprochen.
Im Generalzensus von 1897 sind für den Bezirk Mariupol (31.116 Einwohner) u. a. folgende Sprachen aufgeführt:
Russisch 19.670 (ca. 63 %),
Jiddisch 4.710 (ca. 15 %),
„Kleinrussisch“ (Ukrainisch) 3.125 (ca. 10 %),
Griechisch 1.590 (ca. 5 %),
Türkisch 922 (ca. 3 %).
2001 gaben fast 90 % der Bewohner Mariupols Russisch als Muttersprache an, knapp 10 % Ukrainisch. Alle weiteren Sprachen liegen unterhalb von 1 %.

## Söhne und Töchter der Stadt
- Rustam Adschy (* 1973), Ringer
- Tetjana Anzupowa (* 1976), Juristin
- Serhij Baltatscha (* 1958), sowjetischer Fußballspieler
- Wiktor Barjachtar (1930–2020), Physiker und Hochschullehrer
- Oleksandr Bedewka (* 1983), Billardspieler
- Nikki Benz (* 1981), Model, Filmregisseurin und Pornodarstellerin
- Olha Beresnjewa (* 1985), Schwimmerin
- Wadym Bojtschenko (* 1977), Politiker und Ingenieur, Bürgermeister von Mariupol
- Waleri Alexejewitsch Bossenko (1927–2007), Philosoph
- Bruno Fendrich (1900–1963), schwarzmeerdeutscher Architekt und Bauhistoriker
- Luisa Gagut (* 1949), russische Politikerin
- Anatoli Gawrilow (* 1946), Schriftsteller
- Alexander Gurow (* 1971), Profiboxer
- Diana Hacıyeva (* 1989), aserbaidschanische Singer-Songwriterin und Komponistin
- Kostjantyn Iwaschtschenko (* 1963), Kommunalpolitiker
- Oleksandr Jaroslawskyj (* 1959), Unternehmer, Mäzen und Sportfunktionär
- Hryhorij Komyschenko (* 1972), Ringer
- Borys Kolesnikow (* 1962), Unternehmer und Politiker
- Hennadij Kowtunow (* 1957), Dreispringer
- Felix Krivin (1928–2016), russischer, ukrainischer und israelischer Schriftsteller und Kinderbuchautor
- Archip Kuindschi (1841–1910), russischer Maler der Peredwischniki
- Oleh Kyrjuchin (* 1975), Boxer
- Svitlana Lishchynska (* 1970), Regisseurin und Drehbuchautorin
- Dmytro Lyssenko (* 1981), Wasserspringer
- Alexander Pawlowitsch Mogilewskij (1885–1980), Maler
- Hennadij Mochnenko (* 1968), Pastor und Missionar
- Pavlos Nirvanas (1866–1937), griechischer Schriftsteller
- Wanda Objedkowa (1930–2022), russische und ukrainische Holocaust-Überlebende
- Wjatscheslaw Olijnyk (* 1966), Ringer
- Iwan Ostoslawski (1904–1972), russischer Aerodynamiker und Hochschullehrer
- Oleksandr Radtschenko (1976–2023), Fußballspieler
- Dmitri Sablin (* 1968), russischer Politiker
- Alexander Sacharoff (1886–1963), Maler, Tänzer und Choreograf
- Iwan Timofejewitsch Sawenkow (1846–1914), Physiklehrer, Archäologe und Schachspieler
- Andrei Schdanow (1896–1948), sowjetischer Politiker und enger Mitarbeiter Stalins
- Switlana Schmidt (* 1990), Leichtathletin
- Oleksandr Sydorenko (1960–2022), sowjetischer Schwimmer
- Georgi Tschelpanow (1862–1936), russischer Psychologe, Logiker und Philosoph
- Wiktor Tschukarin (1921–1984), sowjetischer Turner
- Sjarhej Wojtschanka (1955–2004), belarussischer Künstler und Designer
- Semjon Zarapkin (1906–1984), sowjetischer Diplomat
- Anna Zatonskih (* 1978), ukrainisch-US-amerikanische Schachspielerin
- Anna Zhukovets (* 1997), ukrainisch-deutsche Regisseurin und Journalistin[61]
- Sergei Ziwiljow (* 1961), russischer Politiker

## Trivia
In der 2017 veröffentlichten romanhaften Biographie Sie kam aus Mariupol von Natascha Wodin spielt die Stadt eine wichtige Rolle.

## Dokumentarfilme
- Mantas Kvedaravičius: Mariupolis bei IMDb (2016)
- Mantas Kvedaravičius: Mariupolis_2 bei IMDb (2022)
- Yelyzsaweta Tatarinowa: Mariupol – Auslöschung einer Stadt bei IMDb (2022), deutsche Fassung [Video auf privat geschaltet] auf dem YouTube-Kanal WELT Nachrichtensender.
- Mstyslaw Tschernow: 20 Days in Mariupol bei IMDb (2023)